# جياكومو بوزانو
جياكومو بوزانو (بالإيطالية: Giacomo Bozzano)‏ (12 أبريل 1933 – 21 نوفمبر 2008) هو ملاكم إيطالي راحل، مثّل بلاده في الألعاب الأولمبية الصيفية 1956 وحقق الميدالية البرونزية في فئة الوزن الثقيل.

## روابط خارجية
جياكومو بوزانو على موقع بوكس ريك (الإنجليزية) (registration required)
- جياكومو بوزانو على موقع أوليمبيديا (الإنجليزية)
- جياكومو بوزانو على موقع اللجنة الأولمبية الإيطالية (الإيطالية)